# Territorialprälatur Aiquile
Die Territorialprälatur Aiquile (lateinisch Praelatura Territorialis Aiquilensis, spanisch Prelatura de Aiquile) ist eine in Bolivien gelegene römisch-katholische Territorialprälatur mit Sitz in Aiquile.

## Geschichte
Die Territorialprälatur Aiquile wurde am 11. Dezember 1961 durch Papst Johannes XXIII. mit der Päpstlichen Bulle Cum Venerabilis Frater aus Gebietsabtretungen des Bistums Cochabamba errichtet und dem Erzbistum Sucre als Suffragan unterstellt. Am 30. Juli 1975 wurde die Territorialprälatur dem Erzbistum Cochabamba als Suffragan unterstellt.

## Prälaten von Aiquile
- Jacinto Eccher OFM, 16. Dezember 1961 – 22. November 1986
- Adalberto Arturo Rosat OFM, 22. November 1986 – 25. März 2009
- Jorge Herbas Balderrama OFM, seit 25. März 2009

## Weblinks

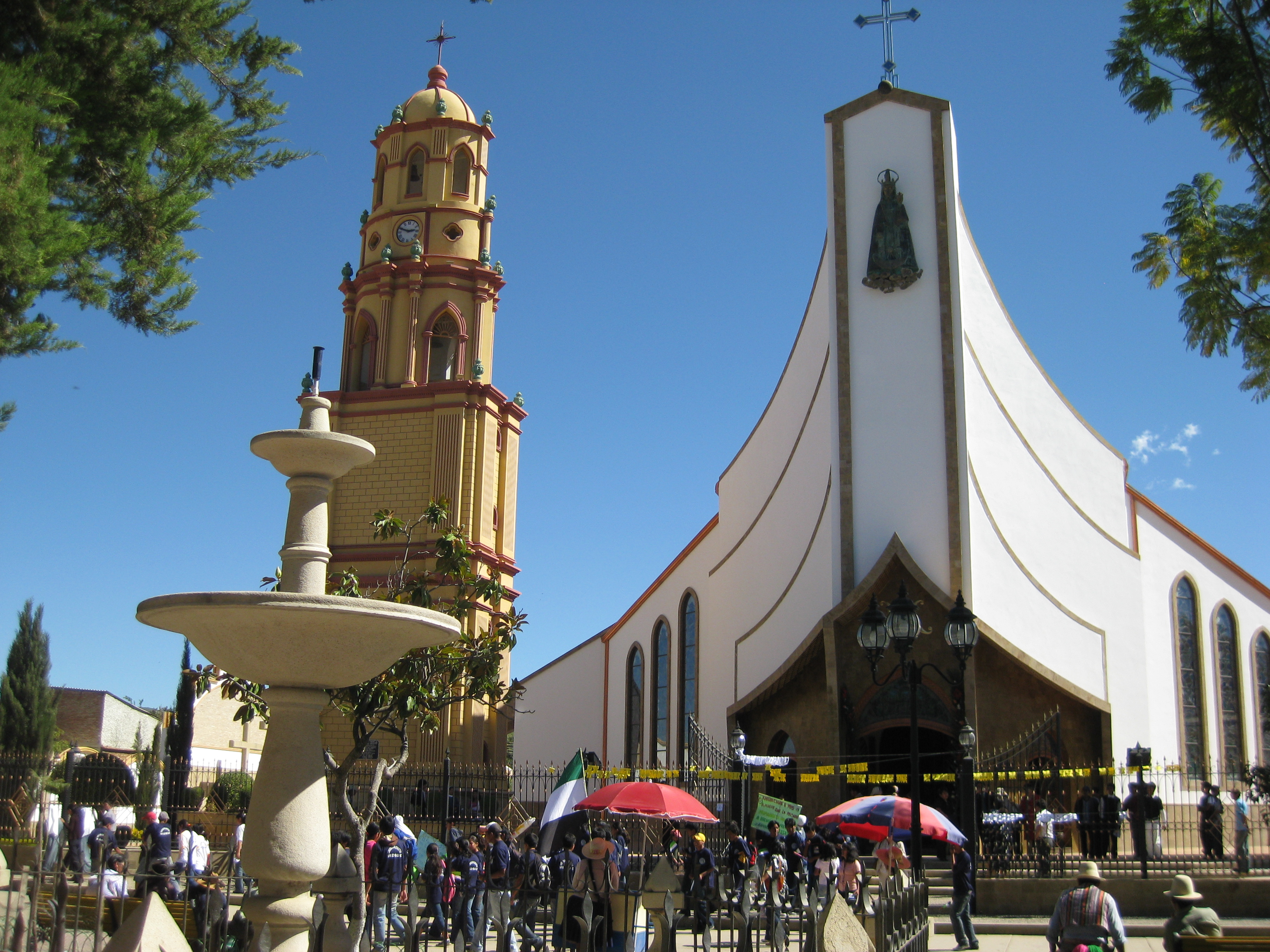
Kathedrale San Pedro Virgen